# Миртова, Анна Павловна
Анна Павловна Миртова (род. 14 июля 1992 года) — российская фристайлистка.

## Карьера
В январе 2011 года дебютировала на этапах Кубка Европы, где показала свой лучший результат — 8-е место в могуле.
На зимней Универсиаде 2011 года была седьмой.
Участница двух чемпионатов России. 
Участница юниорского чемпионата мира 2011 года, где показала 22-й результат в могуле и 23-й в парном могуле.
В январе 2013 года дебютировала на этапах Кубка мира. Лучший результат — 7 место на этапе в Швейцарии в феврале 2013 года.
Участница Олимпиады в Сочи, где заняла 21-е место в слоупстайле.